# 田島章寬
田島章寬（日语：／ Tajima Akihiro，1989年7月4日—）是一名日本男性聲優，福岡縣筑紫野市出身，Kenyu Office所屬。

## 經歷
畢業於Human Academy福岡校、Mausu Promotion附屬養成所，以及School Duo。
曾隸屬於賢Production。

## 人物
聲音類型為男中音。方言是博多方言。興趣是騎機車、看電影。專長是騎機車與空手道。

## 演出作品
※粗體字為主要角色。

### 電視動畫
2011年
- 迷糊軟網社（赤玉中應援團）

2016年
- 甲鐵城的卡巴內里（恙眾）
- 超時空要塞Δ（飛行員隊長）

2017年
- 秋葉原之旅 -THE ANIMATION-（聖、司機）
- 進擊的巨人 Season 2（士兵）
- 獨占我的英雄（牛頭老師[1]、不良〈Mask〉）
- 銀魂. （真選組隊士B）

2018年
- DARLING in the FRANXX（七賢人、職員E）
- 魯邦三世 PART5（實況、士兵B、警官A）
- 驚爆危機 Invisible Victory（克拉馬的部下B）
- 藍海少女！～Advance～（參加者）
- Banana Fish（弗萊、軍團員）
- OVERLORD III（納特爾·伊廉·蒂爾·卡維恩）
- 狐狸之聲（李勤彥）

2019年
- 魯邦三世 再見了夥伴（飛行員B）
- 盾之勇者成名錄（住民）
- POP TEAM EPIC TV特別篇（鬼的部下）
- 忍者亂太郎（輕井居留守〈第2代〉）
- PSYCHO-PASS心靈判官 3（凱恩、構成員、大男）
- 蠟筆小新（巴士司機、狗）

2020年
- 忍者亂太郎（青鬼、貴族）
- 蠟筆小新（客C、動作假面C）
- 文豪與鍊金術師 ～審判的齒輪～（侵蝕者）
- 啄木鳥偵探所（男性客）
- 先鋒飛車 極速合體 地球防衛隊（猛獸先鋒劍齒虎[2]）
- 大貴族（軍人4、不良）
- 黃金神威 第3期（士兵）
- 神奇柑仔店 錢天堂（警察官）
- 月歌。 THE ANIMATION2（攝影師）
- 魔法科高中的劣等生 來訪者篇（黑衣人首領）

2021年
- 先鋒飛車 極速合體 地球防衛隊（バルーガ第二形態）
- 裝甲娘戰機（隊員、大將）
- 回復術士的重啟人生
- 名偵探柯南（澀面音戶）
- 魔卡派對（MC、凱祖爾父、Tent64、多拉袞）
- CESTVS -羅馬拳鬥士-（基頓）
- 這個美妙的世界 The Animation（汎用死神）
- 蓋特機器人ARC（守衛、住人）
- TSUKIPRO THE ANIMATION 2（連合軍頭）
- SELECTION PROJECT（當麻剛、沼田健太朗〈直播工作人員〉）
- 異世界食堂2（追手）
- 白沙的Aquatope（飼育員、招待客）
- 因為不是真正的夥伴而被逐出勇者隊伍，流落到邊境展開慢活人生（澤夫）
- Muv-Luv Alternative（珠瀨玄丞齋）

2022年
- 蠟筆小新（交易夥伴C）
- 里亞德錄大地（盜賊頭目）
- 新幹線變形機器人Z（卡馬爾斯）
- 魯邦三世 PART6（巴斯凱）
- 永遠的831（専業配送員A）
- 慕留人-火影忍者新世代-（舟戶兵·隊長）
- 幻想三國誌 天元靈心記（努埃）
- 平家物語（僧兵2）
- 寶可夢 旅途（吶喊隊）
- 通靈王（列尼姆[3]）
- 更多！認真地不認真的怪俠佐羅利 第3期（猩猩社長、男、司機）
- BLACK★ROCK SHOOTER DAWN FALL（酒吧的店主）
- 來自深淵 烈日的黃金鄉（亞加波卡）
- 泡泡糖忍戰（蓋亞）
- VAZZROCK THE ANIMATION（導演）
- 點滿農民相關技能後，不知為何就變強了。（店主、半獸人）
- 哆啦A夢（旁白）
- 宇崎學妹想要玩！ω

2023年
- 名偵探柯南（菰田明、傑克、男性）
- 泡泡糖忍戰（哈迪斯）
- 我的英雄學院 第6期（食神BOY、自警団）
- 萬事屋齋藤先生轉生異世界（達雷芬）
- 眾神眷顧的男人2（韋斯特）
- 進擊的巨人 The Final Season 完結篇（男）
- 再得一勝！
- 為了養老，我要在異世界存8萬枚金幣（傳令）
- 吉伊卡哇（河豚、考官）
- 勇者死了！（聶根·伯恩）
- 異世界一擊殺姊姊 ～姊姊同伴的異世界生活開始了～（馬丁）
- Dr.STONE 新石紀 NEW WORLD（戰士）
- 雖然等級只有1級但固有技能是最強的（前輩社員）
- 無職轉生II～到了異世界就拿出真本事～（布爾克·阿德爾迪亞）
- 黑暗集會（靈）
- 聖女魔力無所不能（商人A）

2024年
- 蠟筆小新（追分）
- 泡泡糖忍戰（缽屋眾代表）
- 歡迎來到實力至上主義的教室 3rd Season（藤卷）
- 金屬口紅（男2、指揮官）
- 我獨自升級（獵人）
- 通靈王FLOWERS（列尼姆）
- BUCCHIGIRI?!（不良B）
- 身為魔王的我娶了奴隸精靈為妻，該如何表白我的愛？（錫蒙力）
- 極速星舞（無線員工、工作人員、ADF員工）
- 魔法科高中的劣等生 第3期（椎葉家當主）
- 異世界自殺突擊隊（半獸人C）
- 魔導具師妲莉亞永不妥協（隊員C）
- 異世界悠閒紀行～邊養娃邊當冒險者～（公會會長）
- 烏鴉不擇主（猿）
- 魔王軍最強的魔術師是人類（副長）
- 尋神的旅途（牛鬼）
- 最狂輔助職業【話術士】世界最強戰團聽我號令（瓦爾達[4]）
- 嘆氣的亡靈想隱退 ～最弱獵人的最強隊伍育成術～（喬）
- 神之塔 -Tower of God- 工房戰（巴拉加夫[5]）

2025年
- 蠟筆小新（克林頓）
- 名偵探柯南（隊員）
- 哆啦A夢（黑狗、無法者②）
- 香格里拉·開拓異境～糞作獵手挑戰神作～ 2nd season（混混NPC、深海羅鱶〈卡布拉·賓索〉）
- 一兆＄遊戲（口述者）
- Unnamed Memory 無名記憶 Act.2（塔爾沃）
- 金肉人 完美超人始祖篇（西庫星人）
- 我的幸福婚約 第2期
- 九龍大眾浪漫（中年男性A）
- 機動戰士Gundam GQuuuuuuX
- 神統記（拉古村士兵、保佑者獼猴）
- 寶可夢 地平線（觀眾）
- 持續狩獵史萊姆三百年，不知不覺就練到LV MAX ～其二～（芙拉托緹父）
- 真·武士傳 YAIBA（除濕劑）

### 劇場版動畫
2019年
- 天氣之子 [6]

2020年
- 來自深淵：深沉靈魂的黎明（祈手）
- 蠟筆小新：激戰！塗鴉王國與差不多四勇者（擁擠市民）

2022年
- 泡泡
- 鈴芽之旅

2023年
- 金之國 水之國

2024年
- 劇場版 OVERLORD 聖王國篇（巴塞）

2025年
- 哆啦A夢：大雄的繪畫世界物語（現場監督）

### 網路動畫
2019年
- 無限住人-IMMORTAL-（手下、葛屋）

2020年
- 超級小白（鱷龜）
- 刃牙（機動隊員）

2021年
- 爆丸 裝甲聯盟（ガリリオン、[7]）
- 終末的女武神（關羽雲長、富田景勝）

2022年
- Shenmue the Animation（湯姆、史密斯、馬克、Cool Z、元觀關）
- BASTARD!! －暗黑破壞神－（狼男、戴·阿蒙的部下、城兵、破壞神的組織）
- LUPIN ZERO（警官B）

2023年
- 終末的女武神II（毘沙門天、駿馬、半右衛門）
- 魯邦三世VS貓眼（兵D）
- PLUTO ～冥王～（機器人警備員)

2024年
- 我們這一家NEXT（教授、神輿的一團、廣播的聲音）

### 遊戲
2016年
- 逆轉奧賽羅尼亞
- 喧嘩番長 乙女
- 進擊的巨人

2018年
- FOX -Flame Of Xenocide-

2019年
- Apex 英雄（スクライアー）
- 超異域公主連結☆Re:Dive（王宮騎士）
- SD鋼彈G世代 CROSSRAYS（一般兵生應）

2020年
- 隊長小翼：新秀崛起
- 永恆輪迴
- 決鬥大師PLAY'S
- Badlanders（教學聲音）
- 電馭叛客2077

2021年
- 傳奇大亂鬥（ウォルフガング）
- 決勝時刻：先鋒（太田重德）
- 戰地風雲2042
- 黑色倖存：永遠回歸（マグヌス）

2022年
- 怪物彈珠（格里芬[8]）

2023年
- 怪物彈珠（島田魁[8]）
- 歧路旅人II
- 勇者鬥惡龍 怪獸仙境3：魔族王子與精靈之旅[9]

2024年
- Final Fantasy VII 重生
- 百英雄傳 ([10]）
- 昊緣（金剛力士[11]）

2025年
- 達願福神社（フク・カタ）

## 外部連結
- 田島 章寛｜タレント・声優｜ケンユウオフィス
- 田島章寬的X（前Twitter）